# طية محدبة

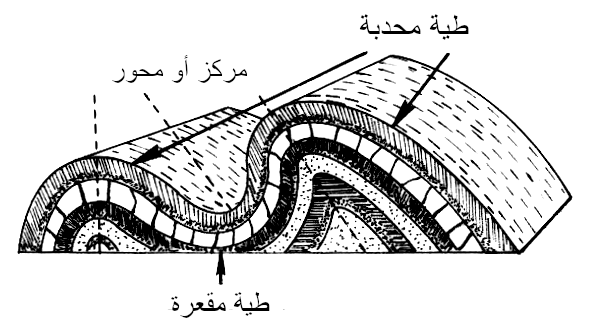
طية محدبة بجانبها طية مقعرة.

الطية المحدبة في الجيولوجيا أو الالتواء المحدب أو الحدبة هي إحدى أنواع الطيات (في التصنيف الذي يكون حسب وضع طرفي الطية)،حيث يكون تحدب ( تقوس )الطبقات نحو الأعلى، و تميل أجنحتها مبتعدة عن المستوى المحوري (المستوى الذي ينصف الزاوية بين جناحي الطية) ، على عكس الطية المقعرة (Syncline) .

مقطع عرضي لطية محدبة.

## الخصائص

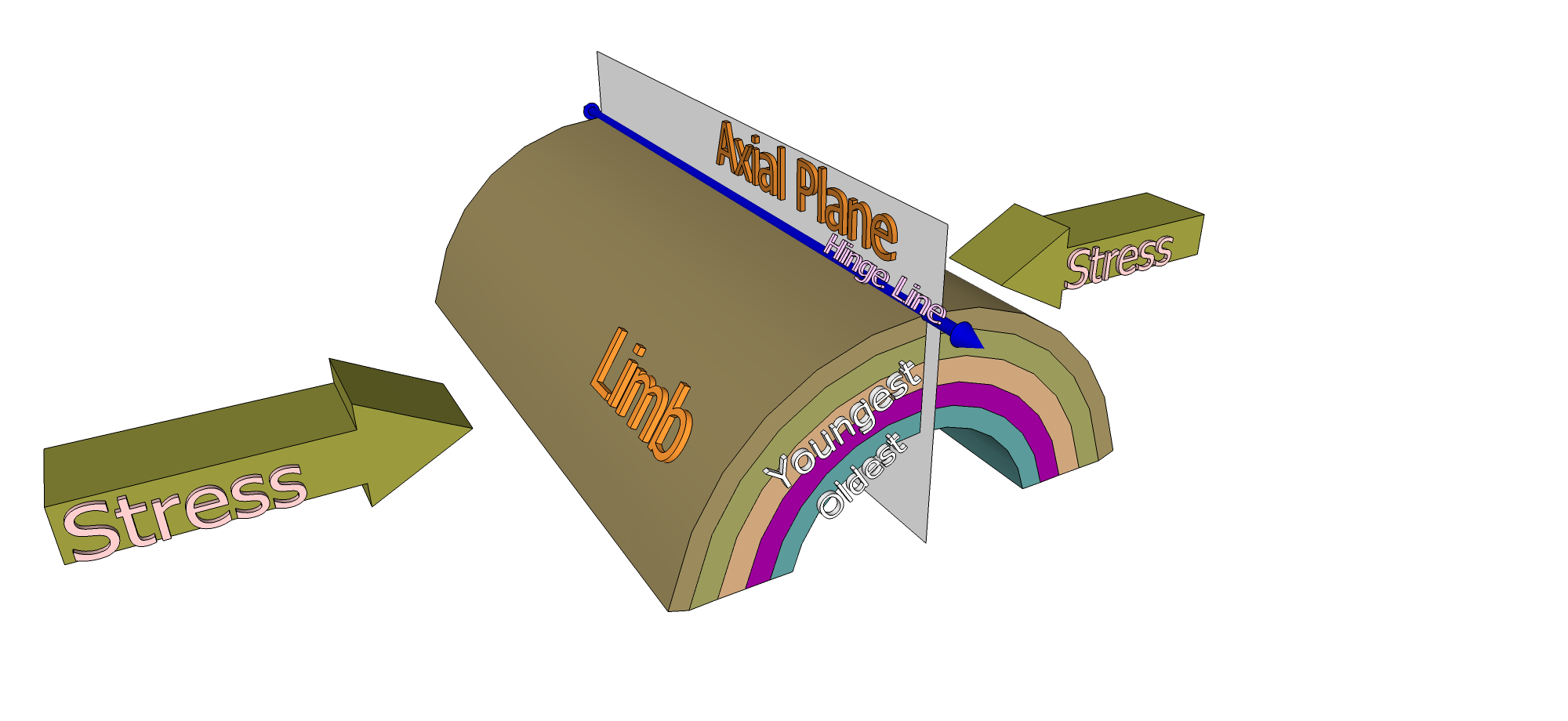
نموذج طية محدبة -الأقدم في المنتصف والأحدث في الخارج.

الطية هي عبارة عن تركيب ينشأ عندما ينحني أو يتقوس سطح الطبقة الذي كان في الأصل مستويا وذلك نتيجة تأثير قوى الضغط أو الشد عليه ، وكما ذُكر في الاعلى فإن الطية المحدبة هي طية تشبه شكل القوس وطرفيها يميلان في اتجاهين متضادين بعيدا عن المستوى المحوري ولكن التعريف قاصر عن الإحاطة بحالات معقدة أخرى فقد يكون ميل التحدب في اتجاه واحد، وهذا هو الفرق بين الطية المتماثلة (Symmetrical ) وغير المتماثلة (Asymmetrical).
إحدى أهم خصائص الطيات المحدبة (وهي من أساليب التأريخ النسبي)، أنه عند التحرك حسب ترتيب الطبقات نحو مركزالطية لوحظ ازدياد في أعمار الطبقات تدريجيا من الخارج إلى الداخل، أي أن الطبقات الأحدث في الخارج والأقدم في المركز.

## طريقة التكون
عادة ما تتكون عند صدع الدسر (بفتح الدال، وهو الصدع الذي ينشأ من الضغط الشديد والذي يؤدي إلى تحرك علوي للجدار المعلق بالنسبة للجدار السفلي ) ولهذا فهي تتكون بسبب قوى الضغط التي تتأثر بها القشرة والتي تؤثر بدورها على الطبقات التي فوقها، ويتكون هذا النوع من القوى أثناء عملية بناء الجبال أو أي عملية تكتونية أخرى وكلما زادت قوة الضغط ازداد التشوه .

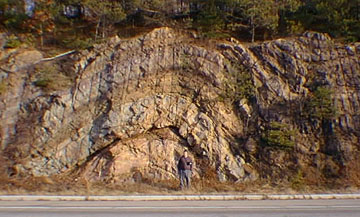
طية محدبة متكشفة على جانب أحد الطرق - لاحظ الرجل الموجود كمقياس لحجم الطية

## الأهمية الإقتصادية
- البترول :

الطية المحدبة من أكثر الأماكن المفضلة لتواجد البترول حيث تشكل مصائد للنفط والغاز الطبيعي والدليل ان 80 بالمئة من نفط العالم وجد في مصائد الطية المحدبة، الكثافة المنخفضة للنفط مقارنة مع الصخور المجاورة له في منطقة تكونه تجعله يهاجر إلى أعلى ولكنه يتوقف عندما يحبس في طبقة غير منفذة حيث إن أهم شرط لتواجد البترول أو الغاز أو كليهما في الطية هو تواجد صخر يصلح كمستودع و من الأمثلة على تلك الصخور الصخر الجيري والرملي وأحيانا الغضار ، و من الامثلة على ابار للبترول وجد في طيات محدبة بئر في ولاية فيرجينيا وهو أول بئر تم اكتشافه عام 1806 م، كما أن معظم الأبار الموجودة في السعودية وهي من أكبر مخازن النفط في العالم تعتبر من أهم الأمثلة على ذلك.
- المياه الجوفية

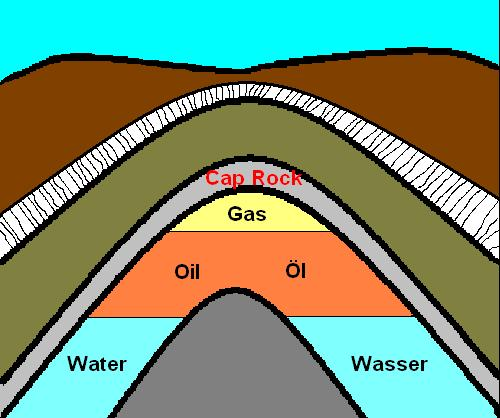
وجود الغاز والنفط والماء في طبقات الطية المحدبة

إن المياه الجوفية كالبترول تقريبا ولكن هناك نوعان من المياه الجوفية المياه الحرة والمياه المحبوسة وتختلف حركة الماء تبعا لاختلاف نوع الصخر الذي يحتوي على المياه.
- رواسب الخامات

قد تتكون الطية أثناء تكون وترسيب تلك الخامات وقد تتكون قبل ترسيب الخام بفترة زمنية غير محددة.